# لييج-باستون-لييج 2012
لييج-باستون-لييج 2012 هو سباق دراجات هوائية أقيم بتاريخ 22 أبريل 2012، تكون السباق من 1 مراحل وامتدّ لمسافة 257.5 كم بسرعة 38.255 كم/س، استغرق السباق 6 ساعة 43 دقيقة 52 ثانية.